# Podwójny grawis
Podwójny grawis – znak diakrytyczny używany w pracach naukowych poświęconych makrojęzykowi serbsko-chorwackiemu (obejmującemu języki: chorwacki, serbski, bośniacki i czarnogórski). Rzadziej pojawia się w pracach na temat języka słoweńskiego. Jest także używany w międzynarodowym alfabecie fonetycznym.
W makrojęzyku serbsko-chorwackim znak podwójnego grawisu oznacza akcent krótki opadający, w języku słoweńskim często na oznaczenie takiego akcentu używany jest także grawis. W makrojęzyku serbsko-chorwackim podwójny grawis (podobnie jak i inne symbole oznaczające akcent) nie są zapisywane, stosuje się je w pracach językoznawczych dotyczących prozodii i niektórych słownikach; znaki te są stosowane zarówno nad literami alfabetu łacińskiego, jak i cyrylicy.
W Unikodzie podwójny grawis występuje w wersjach:
| Znak | Unicode | Kod HTML            | Nazwa unikodowa                            | Nazwa polska                          |
| ---- | ------- | ------------------- | ------------------------------------------ | ------------------------------------- |
| ̏     | U+030F  | &#x030F; lub &#783; | COMBINING DOUBLE GRAVE ACCENT              | podwójny grawis dostawny              |
| ˵    | U+02F5  | &#x02F5; lub &#757; | MODIFIER LETTER MIDDLE DOUBLE GRAVE ACCENT | podwójny grawis modyfikujący środkowy |

## Kodowanie liter z podwójnym grawisem
| Wielka litera | Unikod | Mała litera | Unikod |
| ------------- | ------ | ----------- | ------ |
| Ȁ             | U+0200 | ȁ           | U+0201 |
| Ȅ             | U+0204 | ȅ           | U+0205 |
| Ȉ             | U+0208 | ȉ           | U+0209 |
| Ȍ             | U+020C | ȍ           | U+020D |
| Ȑ             | U+0210 | ȑ           | U+0211 |
| Ȕ             | U+0214 | ȕ           | U+0215 |

| Wielka litera | Unikod         | Mała litera | Unikod         |
| ------------- | -------------- | ----------- | -------------- |
| А̏             | U+0410, U+030F | а̏           | U+0430, U+030F |
| Е̏             | U+0415, U+030F | е̏           | U+0435, U+030F |
| И̏             | U+0418, U+030F | и̏           | U+0438, U+030F |
| Ο̏             | U+041E, U+030F | о̏           | U+043E, U+030F |
| Р̏             | U+0420, U+030F | р̏           | U+0440, U+030F |
| У̏             | U+0423, U+030F | у̏           | U+0443, U+030F |